# Chanson de Nuit
Chanson de Nuit, Op. 15, n. 1, è un'opera musicale composta da Edward Elgar per violino e pianoforte e in seguito orchestrata dal compositore stesso. La sua prima pubblicazione fu nel 1897, anche se si ritiene che fu quasi sicuramente scritta nel 1889 o nel 1890.

## Storia
Ha invitato al confronto con Chanson de Matin, Op. 15, n. 2 e si dice che sia un'opera più raffinata del suo pezzo "compagno" più popolare.
La versione orchestrale dell'opera fu pubblicata nel 1899 ed eseguita per la prima volta, insieme a Chanson de Matin, in un concerto Promenade alla Queen's Hall diretto da Henry Wood il 14 settembre 1901.
Il lavoro è dedicato a F. Ehrke, M.D.

## Struttura
Andante, 4⁄4, sol maggiore
Un'esecuzione tipica richiede circa tre minuti e mezzo.

## Strumentazione
Elgar ha orchestrato Chanson de Nuit (e Chanson de Matin) per una piccola orchestra composta da un flauto, un oboe, due clarinetti, un fagotto, due corni, la sezione di archi e un'arpa.

## Arrangiamenti
L'opera è più conosciuta nella sua forma originale (violino e pianoforte) e nella versione orchestrale del compositore. Altri arrangiamenti degni di nota sono per violoncello e piano, viola e piano (entrambi del compositore) e quella per organo del suo amico A. Herbert Brewer.

## Esecuzioni importanti
Nel 1976 Dominique Bagouet ebbe il suo primo grande successo con la sua interpretazione di Chanson de Nuit, vincendo il Concours de Bagnolet.

## Esecuzioni su video
- Old Bridge Chamber Orchestra (amateur) cond. Gregg Martin - Orchestra